# St. Jürgen (Grube)

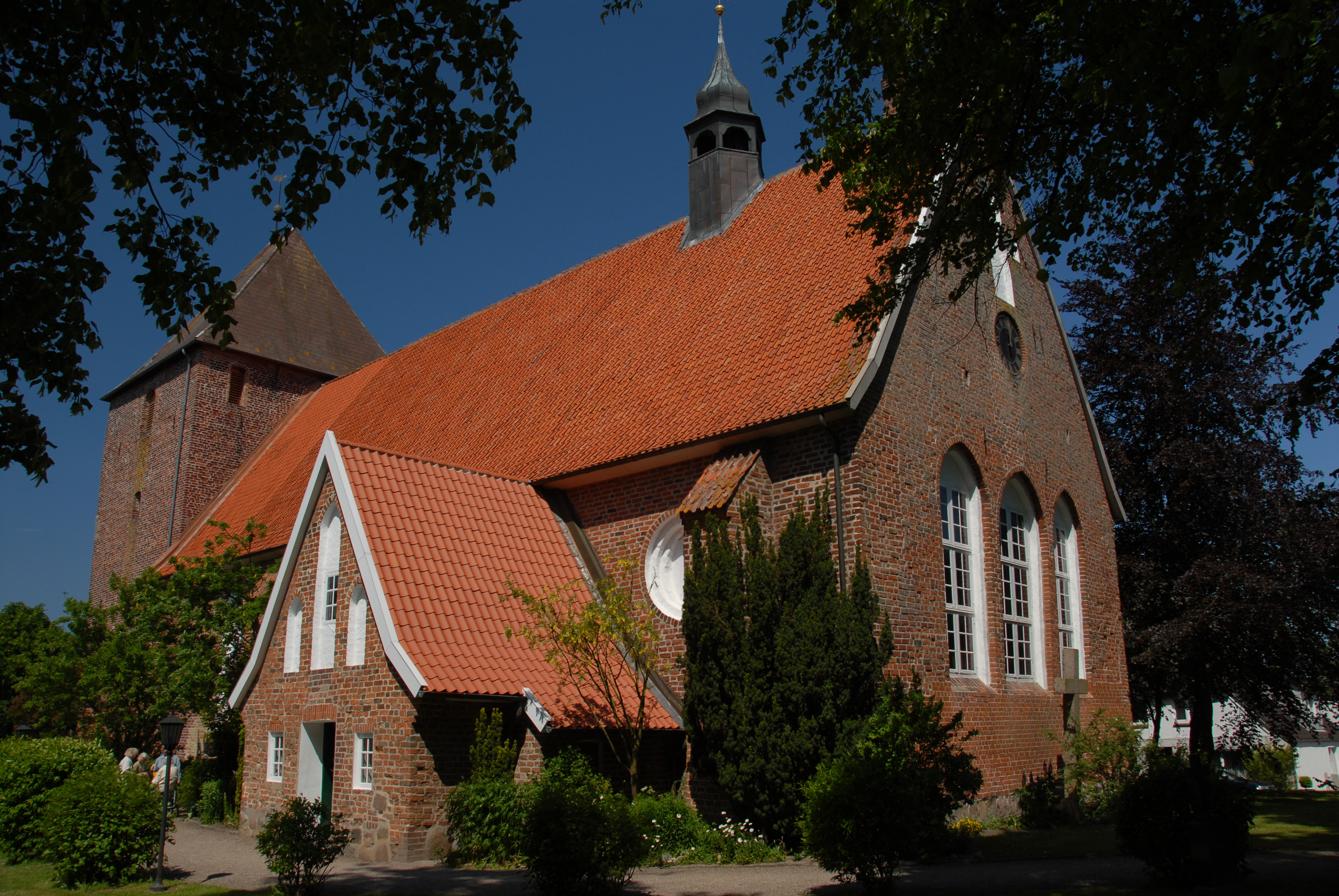
St. Jürgen in Grube von Südosten

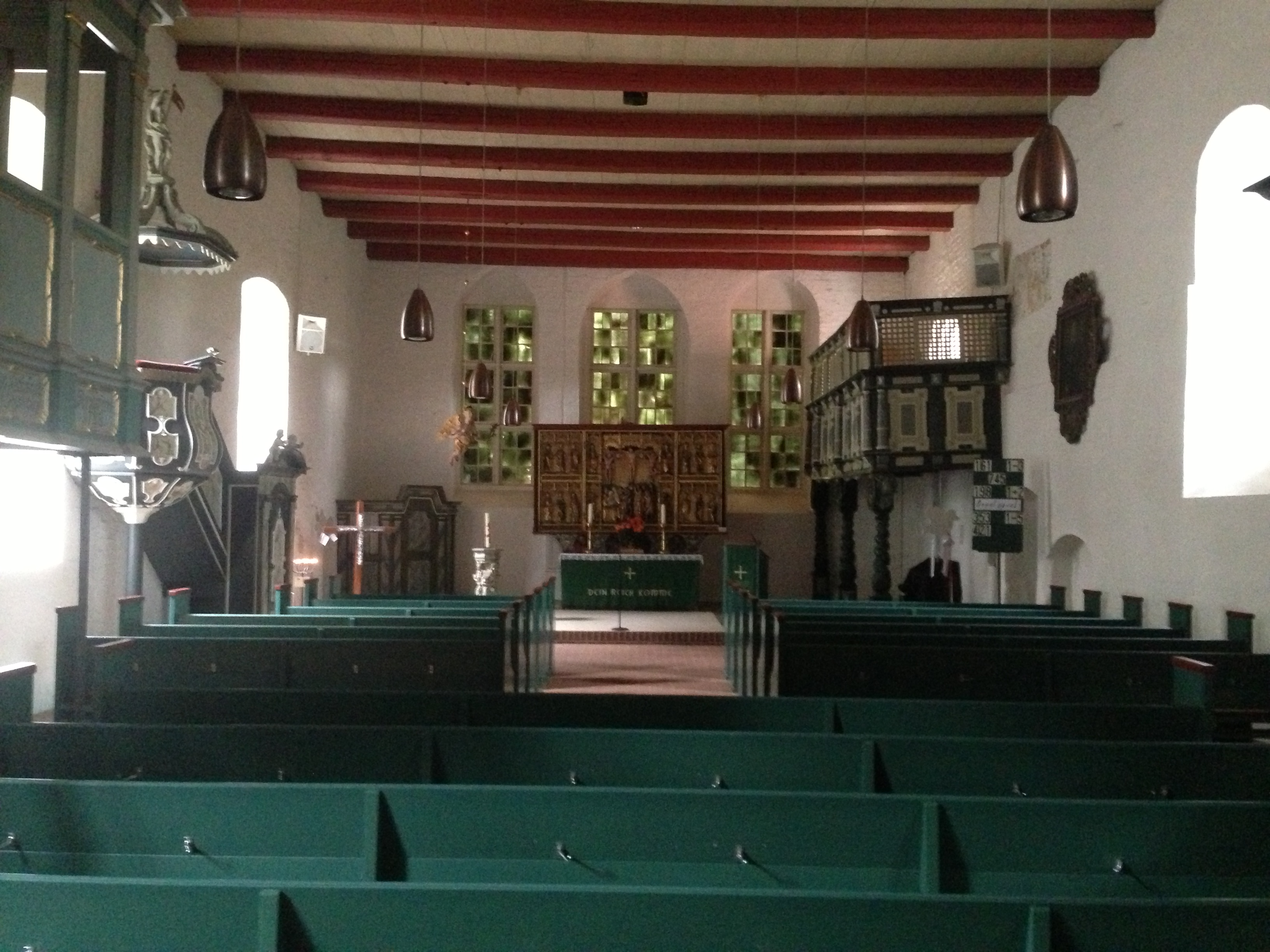
Blick zum Altar

Die Kirche St. Jürgen ist ein backsteingotischer Kirchenbau im Kirchspieldorf Grube im Kreis Ostholstein. Sie wird von der evangelisch-lutherischen Kirchengemeinde Grube genutzt. Ihr Name erinnert an das vorreformatorische Patrozinium des heiligen Georg, der niederdeutsch auch Jürgen genannt wird. Die Kirche, die alten Grabmale auf dem Kirchhof, der Kirchhof selbst samt Einfriedung aus Feldstein und der umgebende Baumkranz aus Linden stehen unter Denkmalschutz.

## Bau und Geschichte
In einer Urkunde von 1232 wird ein Priester „Johannes de Grobe“ als Zeuge der Bestätigung des Klosters Preetz durch den Lübecker Bischof Johannes genannt. Das ist die erste Erwähnung des Kirchspiels in Grube. Die Kirche soll von König Waldemar II. von Dänemark gestiftet worden sein. Um 1250 wurde sie dem wenige Jahre zuvor nach Cismar verlegten Kloster unterstellt.
Die ältesten Baubestandteile entstammen dem frühen 13. Jahrhundert, der Großteil des heutigen Gebäudes wurde jedoch um 1460 neu errichtet. Die Saalkirche, deren gotisches Kirchenschiff mit einer flachen Holzbalkendecke gedeckt ist, verfügt über keinen Chor. In der östlichen Abschlusswand befinden sich die drei für gotische Chorgiebel typischen Fenstern, die jedoch ungewöhnlich groß und oben nur wenig spitz, eher gerundet sind. Auch die Fenster an der Nord- und Südseite sind ungewöhnliche Rundfenster.
Im Zuge der Reformation ließ Herzog Adolf von Schleswig-Holstein-Gottorf das Cismarer Kloster 1561 auflösen. Damit endete die Verbindung zum Kloster und der Herzog von Holstein wurde zum Kirchenpatron.
Der Kirchturm war bis zum Einsturz 1718 wesentlich höher. Der Vergleich mit der Dorfkirche Hohenkirchen auf der gegenüber liegenden, mecklenburgischen Seite der Lübecker Bucht, die früher auch als Seezeichen diente, lässt vermuten, dass der Gruber Kirchturm ebenfalls diesem Zweck diente. Grube selbst hatte früher einen Hafen am Gruber See, der schiffbar war und über den Oldenburger Graben mit der Ostsee verbunden war. Durch den Einsturz wurde auch die Kirche schwer beschädigt. Erst nach deren Reparatur konnte der Turm um 1750 in seiner heutigen, niedrigeren Gestalt wieder aufgebaut werden. Der Dachreiter ist barocken Ursprungs.
2017/18 wurde das Gebäude saniert, um den Holzwurmbefall im Gebälk und die Feuchtigkeit in den Wänden zu beheben.

## Ausstattung

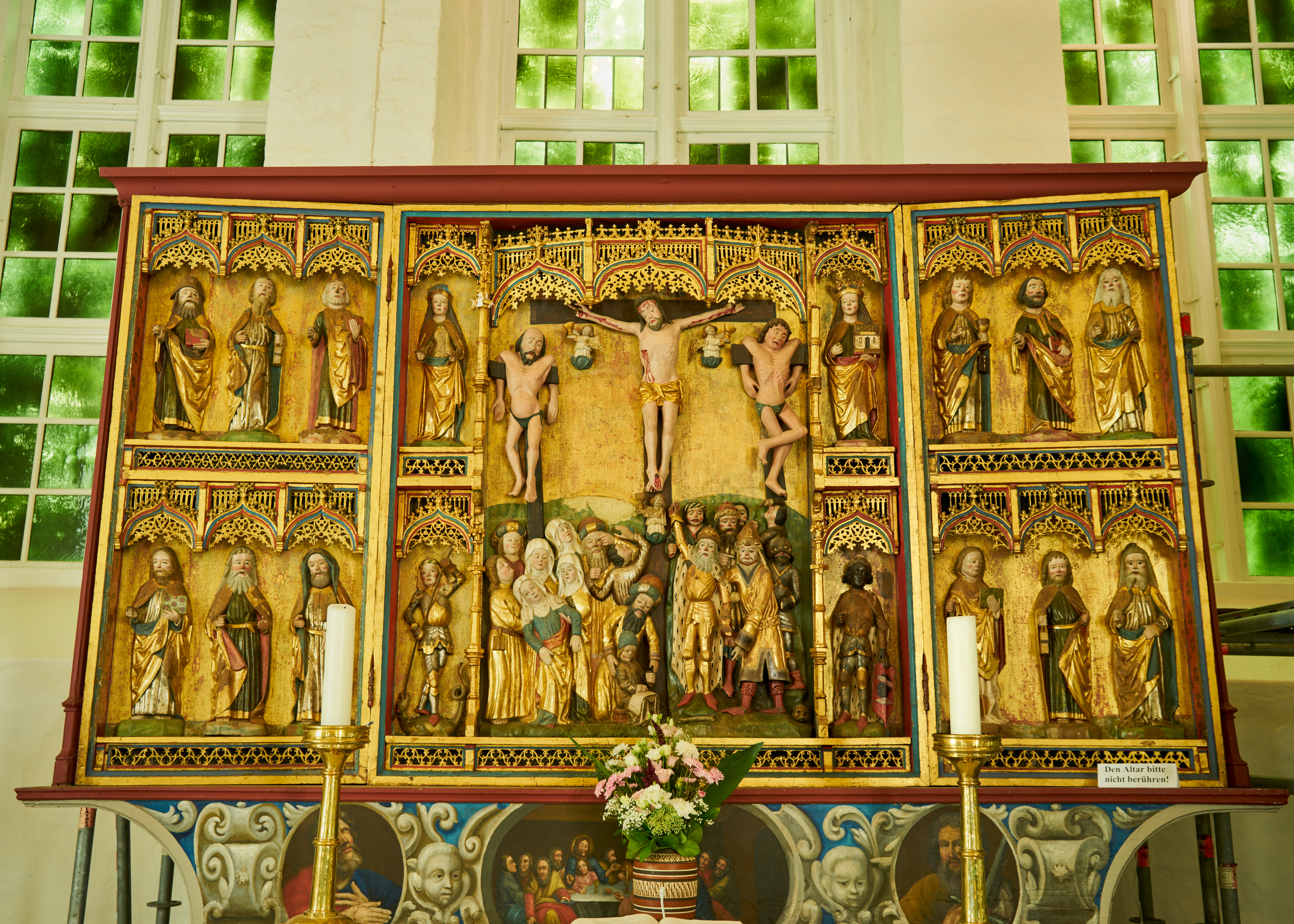
Altarretabel

Das geschnitzte, dreiflüglige Retabel des Altars der Kirche wurde im späten 15. Jahrhundert vermutlich in einer Lübecker Werkstatt gefertigt. Vom Aufbau ist er fast identisch mit dem Altarretabel von Kirche von Bedsted. Er stellt im Mittelschrein die Passionsgeschichte dar. Gerahmt wird die Kreuzigungsszene von vier Heiligenfiguren, oben zwei Frauen, eine davon die heilige Gertrud, unten zwei Ritterheilige, der Patroziniumsheilige Georg (Jürgen) als Drachentöter und Mauritius. In den Flügeln stehen Schnitzfiguren der zwölf Apostel. Die Tafelmalereien auf den Außenseiten zeigen auf den Flügeln je zwei aus Weihnachtsgeschichte und aus dem Leben des Heiligen Georg. Auf der Rückseite des Schreins sind Szenen aus dem Leben und Martyrium von Gertrud und Katharina abgebildet. Diese Ölgemälde gelten für Schleswig-Holstein als herausragend. Die Predella wurde zu einem späteren Zeitpunkt neu bemalt und zeigt in drei Kartuschen zwischen Engelköpfen das Abendmahl Jesu gerahmt von Petrus und Paulus.

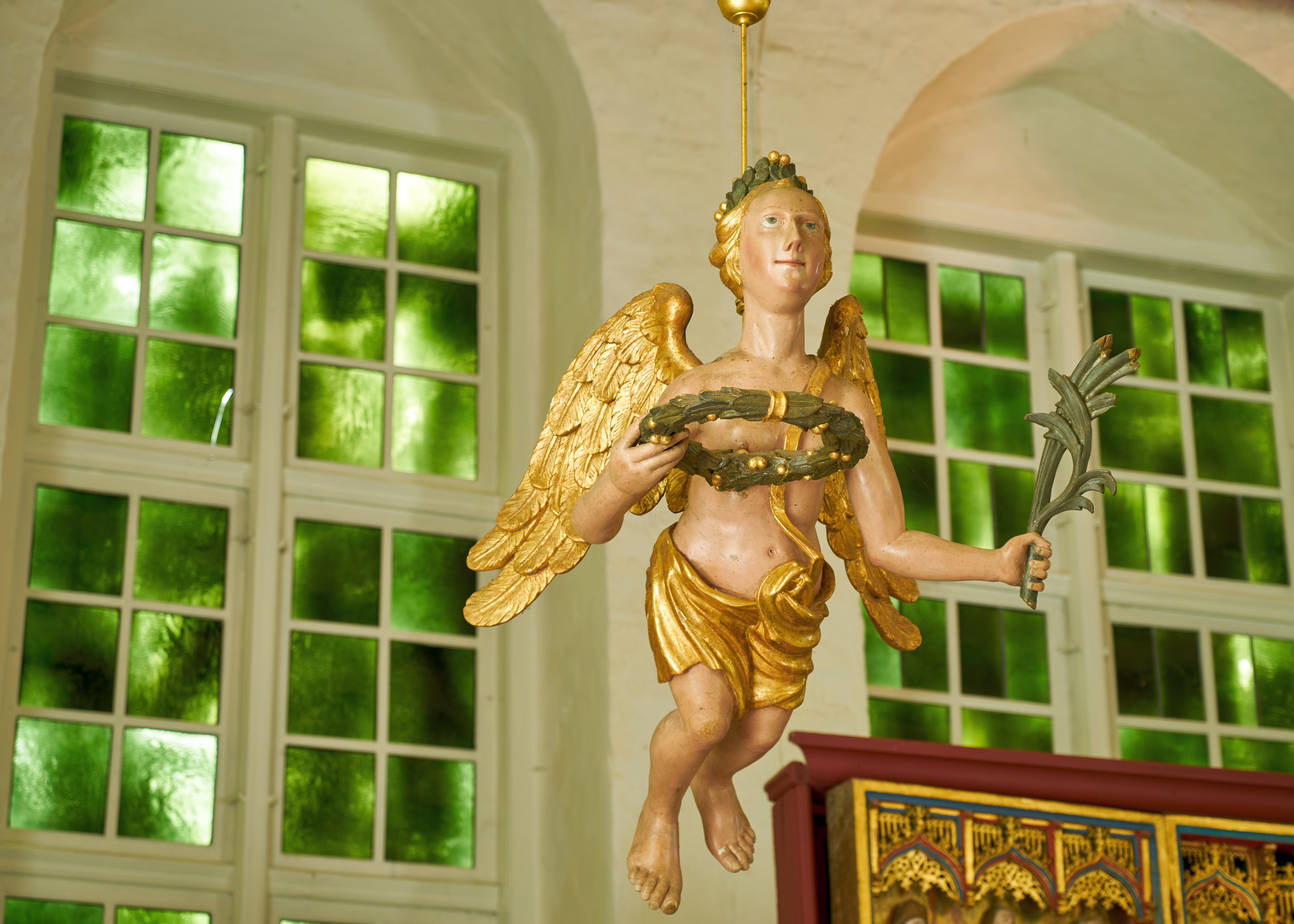
Taufengel

Der überlebensgroße, halbnackte Taufengel ist ein Werk des Barock und wurde 1768 von einem Lübecker Handwerker geschnitzt. Im 19. Jahrhundert empfand man ihn nicht mehr als einen angemessenen Kirchenschmuck. Deshalb schenkte ein Gemeindeglied aus Cismar 1846 ein dem damaligen Zeitgeschmack entsprechendes steinernes Becken. Dieses Taufbecken aus Gotländer Sandstein im Stil des Historismus besteht aus einer kleinen, achteckigen Kuppa, die, wahrscheinlich nachträglich, auf einem mit Engelsköpfen verzierten Schaft angebracht ist, der wiederum auf einem hölzernen Sockel steht. Der zwischenzeitlich in eine Ecke verbannte Taufengel hängt wieder über dem Taufbecken.
Die Kirche verfügt über zwei Patronatslogen. Mittig an der Nordseite befindet sich die hellgrün gefasste Rosenhofer Gutsloge. Der Herrenstuhl des Amtmannes von Cismar aus dem Jahre 1657 steht im Altarbereich an der Südseite und ist nur über die im Süden vorgebaute Sakristei der Kirche zu erreichen.
Der barocken Kanzel von 1760 gegenüber befindet sich ein Pastorenbild.

## Orgel
Die Orgel wurde im 1859 von Marcussen & Søn aus Apenrade gebaut und befindet sich auf der hufeisenförmigen Empore an der Westseite. Sie verfügt über 2 Manuale und 16 Register.

## Gemeinde
Das Kirchspiel umfasste seit dem Mittelalter auch das Gemeindegebiet der heutigen Kirchengemeinde Cismar. Die Klosterkirche in Cismar wurde in der Klosterzeit von den Mönchen verwendet. Nach der Auflösung des Klosters 1561 und dem Umbau des Kirchenschiffs in ein Amtsgebäude diente der verbliebene Chor dem Amtmann und seinen Mitbewohnern als Hauskirche. Erst zu Beginn der 19. Jahrhunderts wurde die Klosterkirche dem Gruber Kirchspiel unterstellt und für öffentliche Gottesdienste genutzt. Bis ins 20. Jahrhundert hinein hatte die Gruber Gemeinde zwei Pfarrstellen. 1911 wurde Cismar ein eigener Pfarrbezirk und 1968 als selbständige Gemeinde aus der Gemeinde Grube ausgegliedert.
Zur Kirchengemeinde Grube in der Region Ostsee-Klosterland gehören seitdem neben dem Kirchdorf Grube die Gemeinde Dahme sowie die Dörfer Altratjensdorf und Thomsdorf aus der Gemeinde Riepsdorf und Augustenhof, Fargemiel und Süssau aus der Gemeinde Heringsdorf (Ostholstein). In Dahme befindet sich die Geroldkapelle von 1964.

## Pastoren

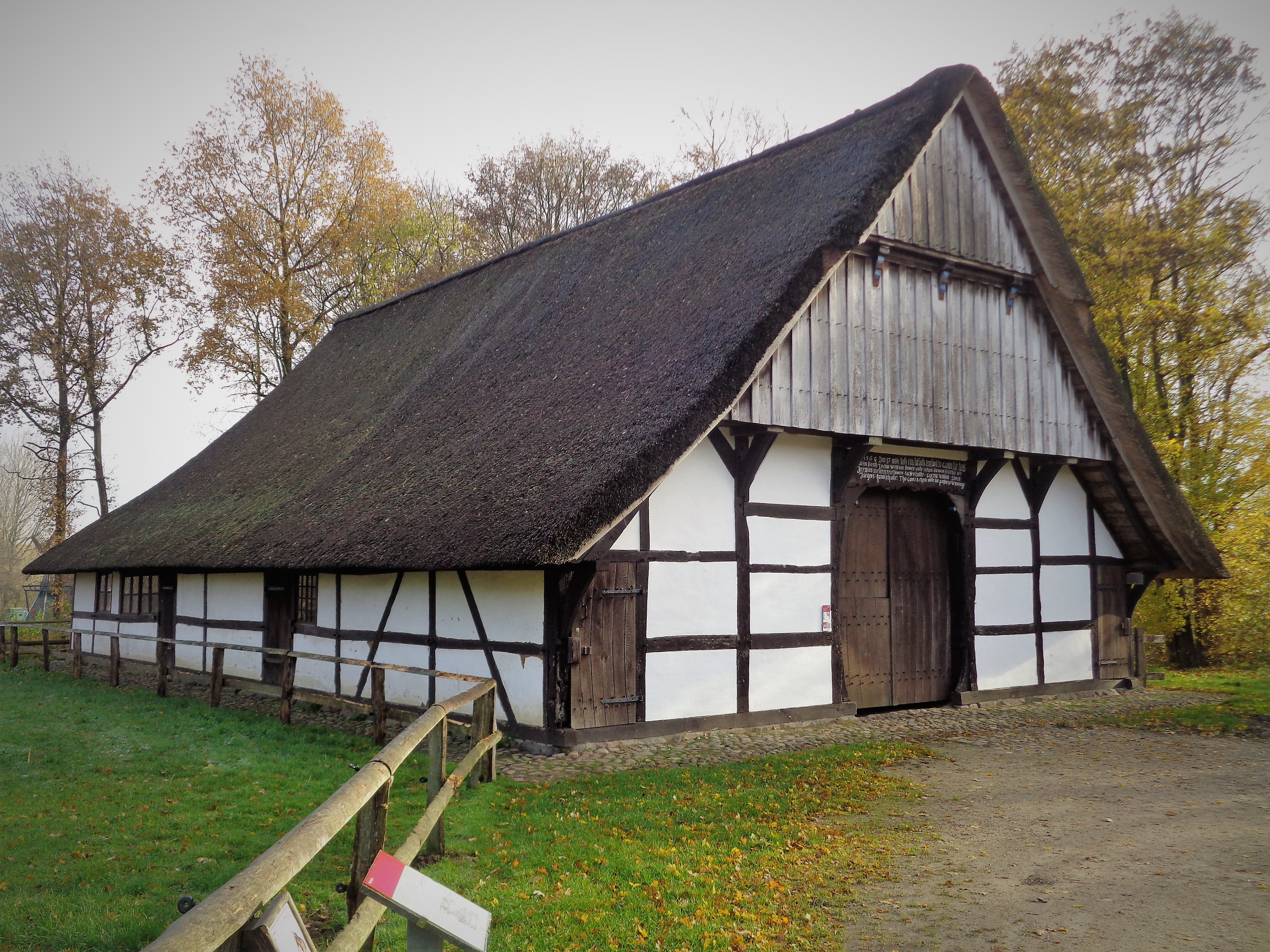
Pfarrhaus aus Grube im Freilichtmuseum

Der erste evangelisch-lutherische Pastor war der ehemalige Ortspriester Johannes Stricker. Nach seinem Tod 1566 folgte ihm sein jüngerer Sohn Jeremias Stricker († 1588). Das für diesen 1569 erbaute Pfarrhaus wurde in das Schleswig-Holsteinische Freilichtmuseum in Molfsee transferiert, wo es das älteste Haus ist. Jeremias Stricker wechselte 1579 nach Lütjenburg und überließ die Stelle seinem älteren Bruder Johannes Stricker, der ab 1561 erster evangelischer Pastor an der Kirche des aufgelösten Klosters Cismar gewesen war. Bereits dort hatte Stricker sich durch seine in Predigten und Schriften geäußerte Kritik an dem holsteinischen Adel Feinde gemacht. Detlef von Rantzau auf Kletkamp, der 1576 das Amt Cismar als Pfand erhalten hatte, verfolgte Stricker auch an seiner neuen Pfarrstelle. Dieser floh schließlich 1584 in die Reichsstadt Lübeck. 1587 ließ er dort das in Grube gedichtete mittelniederdeutsche Drama De düdesche Schlömer (Der deutsche Flegel) drucken, in dem er seine Kritik an der gottlosen Lebensführung des Adels zum Ausdruck brachte.